# Alice (serie televisiva)
Alice è una sitcom statunitense trasmessa negli USA dalla CBS tra il 31 agosto 1976 ed il 2 luglio 1985 interpretata da Linda Lavin nel ruolo di Alice. La serie trae ispirazione dal film Alice non abita più qui di Martin Scorsese (1974), in cui invece il ruolo di Alice era interpretato da Ellen Burstyn che per quella interpretazione ricevette un Academy Award. Inizialmente l'unico attore del film a essere presente nella serie televisiva fu Vic Tayback nel ruolo di Mel Sharples, il burbero proprietario del Mel's Diner; nel 1980 venne inserita anche Diane Ladd, che nel film aveva interpretato Flo e che invece nella serie interpretò Belle. Diane Ladd, che aveva ricevuto una nomination per l'Academy Award per l'interpretazione di Flo nel film, si unì al cast di Alice proprio nei panni della cameriera sostituta di Flo. Una caratteristica della serie era anche l'apparizione di guest-star, spesso nel ruolo di loro stessi.

## Trama
Alice Hyatt, rimasta vedova, insieme al figlio di 12 anni Tom Hyatt, decide di lasciare il New Jersey per Los Angeles con l'intenzione di costruirsi una carriera come cantante. Durante il viaggio l'auto ha un guasto nei pressi di Phoenix, Arizona. Decide di fermarsi qui dove ha trovato lavoro come cameriera presso il Mel's Diner, nella periferia della città: con questo impiego cercherà di mantenere sé e suo figlio Tommy nell'attesa di trovare un ingaggio come cantante.
Il proprietario nonché cuoco è Mel Sharples, ideatore del famoso Chili di Mel, piatto forte del locale; sue colleghe di lavoro nel ristorante sono Florence Jean "Flo" Castleberry, energica, schietta e un po' grezza (la sua espressione tipica del sud degli States  è "Kiss my grits", letteralmente "baciami il porridge", modo eufemistico per dire "baciami il sedere"), mangiauomini ma dal cuore tenero, e Vera Louise Gorman, che invece è la cameriera più giovane, ingenua e sbadata. La tavola calda ha una sua clientela affezionata, tra i quali l'allenatore di basket di Tommy, Earl Hicks ed Henry Beesmeyer, un operaio della compagnia telefonica che si diverte a prendere in giro le capacità culinarie di Mel. A volte si è vista anche Marie, compagna occasionale di Mel. Spesso viene citata anche la moglie di Henry, Chloe, che però è apparsa in un solo episodio.
Per sostituire Flo che aveva deciso di cambiare lavoro, Mel assunse Isabelle "Belle" Dupree, una donna del Mississippi che scriveva canzoni country e western e che viveva nello stesso stabile di Alice; era stata già cameriera di Mel in passato, con cui aveva pure avuto una relazione. Bell poi si trasferisce a Nashville per sostituire un cantante in un gruppo. Al posto di Belle venne assunta la gentile e vivace camionista Jolene Hunnicutt che fece il suo ingresso tramite una litigata con il suo compagno di viaggio per via delle sue avances indesiderate: una discussione che si conclude con il lancio e la conseguente rottura di molti piatti del Mel's Diner. Mel le acconsente così di assumerla temporaneamente come forma di risarcimento per i piatti, ma alla fine resterà fino alla fine della serie.
Tommy, cresciuto, comincia ad andare al college. Arriva anche Carrie, l'invadente e chiacchierona madre di Mel, che si stabilisce a casa del figlio e diventa una presenza fissa anche nel ristorante. Dopo il corteggiamento, la timida Vera si sposa con il poliziotto Elliot. Poi Alice trova un nuovo fidanzato, Nicholas Stone. Poi il cantante country Travis Marsh si innamora di Alice e la rapisce portandosela a Nashville, dicendole che era giunto il momento di realizzare il proprio sogno di diventare cantante. Frastornata dalla possibilità di esaudire il suo massimo desiderio, Alice si dice d'accordo non senza però strappare una promessa a Travis: cioè quella di riportarla a Phoenix per sistemare i suoi affari, e per chiudere una relazione con uno scrittore.
Alice, dopo nove anni di tentativi, ottiene un contratto discografico e si trasferisce a Nashville; Vera resta incinta e decide di fare la mamma a tempo pieno, dopo che Elliot era stato promosso da agente a detective; Granny Gums, la nonna di Jolene, muore e le lascia in eredità il denaro sufficiente per aprire un negozio di bellezza nella sua città natale. Mel vende il ristorante e regala a ogni cameriera 5.000 dollari.

## Ambientazioni
L'ambientazione è quasi sempre l'interno del ristorante ma in rare occasioni anche il monolocale di Alice presso il Phoenix Palms Apartments, dove Tommy dorme nel letto e Alice sul divano. Raramente si sono visti anche gli appartamenti di Vera, Mel e la roulotte di Flo.

## Produzione
La serie venne trasmessa negli USA dalla CBS dal 31 agosto 1976 al 2 luglio 1985 e traeva ispirazione dal film Alice non abita più qui di Martin Scorsese. Inizialmente l'unico attore a essere presente anche nella serie televisiva fu Vic Tayback nel ruolo di Mel Sharples ma nel 1980 venne inserita anche Diane Ladd, che nel film aveva interpretato Flo e che invece nella serie interpretò Belle. Successivamente Polly Holliday abbandonò la serie per partecipare alla serie spin-off Flo. Nell'episodio trasmesso il 24 febbraio 1980, Flo parte dicendo di andare a fare la hostess a Houston, Texas. Tuttavia lo spin-off si svolge a Fort Worth; Polly Holliday non fece più apparizioni in Alice una volta cominciata Flo, tuttavia nell'ultimo episodio vengono mostrati diversi flashback; al contrario, Vic Tayback fece un'apparizione in Flo. Per sostituire Flo, Mel assunse Isabelle "Belle" Dupree (Diane Ladd). In questo modo, Diane Ladd, che aveva interpretato Flo nel film, si unì al cast di Alice proprio nei panni della cameriera sostituta di Flo. Ladd vinse un Golden Globe per la sua interpretazione di Belle. Nel 1981 il personaggio di Belle venne sostituito da Jolene Hunnicutt, interpretata dall'attrice di teatro Celia Weston che resterà fino alla fine della serie.
Con il passare del tempo, la serie si concentrò sempre più sullo sviluppo dei personaggi, e alcuni inizialmente protagonisti come Tommy, figlio di Alice, e Alice stessa cominciano a essere meno presenti e addirittura lo stesso personaggio di Alice è spesso assente nell'ultima stagione, essendo la Lavin impegnata in diverse attività di regia e in altre produzioni. L'ultimo episodio dell'ultima serie viene trasmesso il 2 luglio 1985.
La sigla si intitola There's a New Girl in Town, è scritta da Alan Bergman, Marylin Bergman e David Shire ed è cantata dalla protagonista, Linda Lavin. Nel corso della serie compare con diversi arrangiamenti.

## Spin off
Polly Holliday abbandonò lo show per dare avvio alla sua serie personale, lo spin-off Flo. Nell'episodio trasmesso il 24 febbraio 1980, Flo parte dicendo di andare a fare la hostess a Houston, Texas. Tuttavia lo spin-off è ambientato a Fort Worth, città natia del personaggio che lei stessa chiama "città delle vacche", come fanno molti abitanti della località anche nella realtà. Mentre va a trovare i suoi parenti a Houston, Flo decide di comprare e poi di gestire un ristorante sulla strada, in via di fallimento. Polly Holliday non fece più apparizioni in Alice una volta cominciata Flo, tuttavia nell'ultimo episodio vengono mostrati diversi flashback; al contrario, Vic Tayback fece un'apparizione in Flo.

## Cast

### Personaggi principali
- Linda Lavin è Alice Hyatt
- Vic Tayback è Mel Sharples (lo era anche nel film)
- Philip McKeon è Tommy Hyatt (nell'episodio pilota il ruolo fu mantenuto dal Tommy del film, Alfred Lutter, che però venne sostituito subito dopo)
- Polly Holliday è Florence Jean "Flo" Castleberry (1976-1980)
- Beth Howland è Vera Louise Gorman
- Diane Ladd è Isabelle "Belle" Dupree (1980-1981) (nel film aveva il ruolo di Flo)
- Celia Weston è Jolene Hunnicutt (1981-1985)
- Charles Levin è Elliot Novak (1983-1985)

### Personaggi secondari
- Marvin Kaplan è Henry Beesmeyer (1977-1985)
- Dave Madden è Earl Hicks
- Victoria Carroll è Marie Massey (la ragazza di Mel) (1978-1984)
- Martha Raye è Carrie Sharples (la madre di Mel) (1978-1985)
- Doris Roberts è Mona Spivak (la madre di Alice) (1981-1982)
- Robert Picardo è l'agente Maxwell, il partner di Eliott (1983-1984)

Altre guest star furono: Eve Arden, Desi Arnaz, Fred Berry, George Burns (nei panni di se stesso), Robert Goulet (nei panni di se stesso) , Joel Grey (nei panni di se stesso), Art Carney (nei panni di se stesso), Florence Henderson, Nancy McKeon (la sorella di Philip, è apparsa due volte in ruoli differenti), Frank Nelson, Donald O'Connor (nei panni di se stesso), Ruth Buzzi (come Chloe Beesmeyer, la moglie di Henry), Jerry Reed, Debbie Reynolds, Telly Savalas (nei panni di se stesso) e Jerry Stiller. Un giovane Jay Leno recitò nella parte di un vanitoso e fastidioso motociclista che si innamora di Alice. Dean Devlin impersonò un ragazzo che consegna la pizza tenuto in ostaggio da un rapinatore con Jolene nel suo appartamento, insieme ad Alice, Mel, Vera ed Henry.

## Episodi
Sono state prodotte nove stagioni per un totale di 202 episodi (di cui 4 doppi, della durata di un'ora).
| Stagione         | Episodi | Prima TV originale | Prima TV Italia |
| ---------------- | ------- | ------------------ | --------------- |
| Prima stagione   | 24      | 1976-1977          |                 |
| Seconda stagione | 24      | 1977-1978          |                 |
| Terza stagione   | 24      | 1978-1979          |                 |
| Quarta stagione  | 24      | 1979-1980          |                 |
| Quinta stagione  | 20      | 1980-1981          |                 |
| Sesta stagione   | 24      | 1981-1982          |                 |
| Settima stagione | 23      | 1982-1983          |                 |
| Ottava stagione  | 23      | 1983-1984          |                 |
| Nona stagione    | 16      | 1984-1985          |                 |